# Lethrinus haematopterus
Lethrinus haematopterus là một loài cá biển thuộc chi Lethrinus trong họ Cá hè. Loài này được mô tả lần đầu tiên vào năm 1844.

## Từ nguyên
Từ định danh haematopterus được ghép bởi hai âm tiết trong tiếng Hy Lạp cổ đại: haímatos (αἵματος; "máu") và pterón (πτερόν; "vây, cánh"), hàm ý đề cập đến màu đỏ như máu trên một vài hoặc tất cả các vây của loài cá này.

## Phân bố và môi trường sống
L. haematopterus có phân bố giới hạn trong vùng Tây Bắc Thái Bình Dương, từ Nam Nhật Bản trải dài về phía nam đến Hàn Quốc, bờ nam Trung Quốc, và xa nhất là đến quần đảo Hoàng Sa và quần đảo Trường Sa của Việt Nam.

## Mô tả
Chiều dài cơ thể lớn nhất ở L. haematopterus là 45 cm. Thân màu ô liu xám, lốm đốm các vệt đen. Đầu màu xám, đôi khi có hai sọc xanh lam tỏa ra từ phía trước mắt. Các vây có thể có màu xám hoặc đỏ, riêng vây lưng có viền đỏ.
Số gai ở vây lưng: 10 (gai thứ 4 thường dài nhất); Số tia vây ở vây lưng: 9; Số gai ở vây hậu môn: 3; Số tia vây ở vây hậu môn: 8; Số tia vây ở vây ngực: 13; Số vảy đường bên: 47–49.

## Sinh thái
Thức ăn của L. haematopterus có lẽ tương tự như những loài Lethrinus khác, là cá nhỏ, động vật giáp xác và động vật thân mềm.
Một loài sán lá đơn chủ mới thuộc họ Capsalidae gần đây được phát hiện trên cơ thể L. haematopterus, được đặt danh pháp là Benedenia armata.